# 燦燦SUN
燦燦SUN（燦々SUN）是日本輕小說作家。出道作暨代表作是《不時輕聲地以俄語遮羞的鄰座艾莉同學》，並以該作品獲得《這本輕小說真厲害！2022》文庫部門第9名。

## 概要
原本是以短篇小說為主，活動於小說投稿網站「成為小說家吧」。在閱讀了許多なろう系小說的過程中，構思了一些短篇故事，並於2017年10月左右首次在網上發表了自己的小說。
後來，他在成為小說家吧上發表的短篇小說成為他的首次出版。《不時輕聲地以俄語遮羞的鄰座艾莉同學》在2020年的實體輕小說新作銷售和戀愛喜劇新作電子書籍首日下載量，創下歷年最高紀錄，並成為2021年最暢銷的輕小說。
關於受到的作家和作品的影響方面，他提到了自己首次購買的輕小說是川原礫的《加速世界》。特別是在人物細節刻畫和心理描寫方面，都受到了川原的影響。他將《鋼之鍊金術師》和《進擊的巨人》視為毫無疑問的傑作。另一方面，他表示他自己並不常閱讀科幻小說。

## 作品列表
- 《不時輕聲地以俄語遮羞的鄰座艾莉同學》系列（插圖：momoco，角川Sneaker文庫〈KADOKAWA〉，已出版10卷+番外篇2卷）[7]

## 腳註
1. ↑  .   [2024-02-15]. （原始内容存档于2023-03-15）.
2. ↑  . gamers.co.jp.   [2022-04-03]. （原始内容存档于2022-06-03） （日语）.
3. 1 2  株式会社ローソンエンタテインメント. . HMV&BOOKS online.   [2024-01-26] （日语）.
4. ↑  . 『ろしでれ』２巻発売記念！著者・燦々SUNインタビュー | アニメイトタイムズ.   [2024-01-26]. （原始内容存档于2024-01-26） （日语）.
5. ↑  . 時事ドットコム.   [2024-01-26]. 原始内容存档于2022-01-28 （日语）.
6. 1 2 3  . ダ・ヴィンチニュース.   [2024-01-26]. （原始内容存档于2022-01-28） （日语）.
7. ↑  . 『時々ボソッとロシア語でデレる隣のアーリャさん』角川スニーカー文庫.   [2024-01-26]. （原始内容存档于2021-08-16） （日语）.

## 外部連結
- 燦燦SUN的X（前Twitter）
- 燦燦SUN的成為小說家吧個人頁面